# واکسن سه‌گانه
واکسن سه‌گانه یا ثلاث که واکسن سه بیماری دیفتری، کزاز و سیاه سرفه می‌باشد، برای ایمن‌سازی نوزادان و کودکان بین سنین ۶ هفته‌ای تا ۶ سالگی به مصرف می‌رسانند. واکسن سه‌گانه محتوی محلولهای تصفیه و تغلیظ شده توکسوئید دیفتری و توکسوئید کزاز و باکتری کشته شده سیاه‌سرفه هست که بر فسفات آلومینیوم در حال تولید جذب شده‌است. تیومرسال به عنوان ماده نگه دارنده به نسبت یک در ده هزار به محصول اضافه شده‌است. استفاده از فسفات آلومینیوم بدان جهت است که با تأخیر جذب واکسن در بدن قدرت ایمنی‌زایی آن افزونتر می‌شود.

## میزان ترکیبات واکسن سه‌گانه
هر دز واکسن در حجم ۰/۵ میلی‌لیتر محتوی مواد زیر است:
توکسوئید دیفتری: ۱۵ واحد فلوکولان
توکسوئید کزاز: ۱۰ واحد فلوکولان
واکسن ضد سیاه سرفه: ۴ واحد بین‌المللی محافظت‌کننده
فسفات آلو مینیوم :(بر مبنای یون فلز)۰/۳ تا ۰/۶ میلی‌گرم
تیومرسال: ۱٪

## موارد عدم استعمال واکسن سه‌گانه
برای ایجاد ایمنی اساسی و پایه‌ای سه تزریق نیم میلی‌لیتری به فاصله ۴ تا ۸ هفته انجام می‌گیرد و چهارمین تزریق یک سال بعد صورت می‌پذیرد. از تزریقهای یادآور ۵ سال یک بار از واکسن توأم ضد دیفتری- کزاز خردسالان یا بزرگسالان، بسته به سن شخص استفاده به عمل می‌آید.
تزریق واکسن سه‌گانه در کودکان دارای ضایعات مغزی پیشرونده ممنوع است و باید به آن‌ها واکسن دوگانه خردسال تزریق کرد.
همچنین این واکسن برای کودکانی که سابقه بیماریهای مزمن چرکی، ناراحتیهای عصبی، تشنج، ضایعات مغزی یا سابقه خانوادگی بیماریهای عصبی را دارند تجویز نمی‌گردد. در هر یک از این موارد، پزشک متخصص بیماریهای کودکان باید شخصاً تصمیم به استفاده از واکسن را بگیرد.
به کودکان تب‌دار یا مبتلا به بیماریهای حاد، واکسن سه‌گانه ضد دیفتری – کزاز و سیاه سرفه تا رفع تب و بیماری، تزریق نمی‌شود.
بعد از ۶سال تمام (۶سال و۱۱ماه و۲۹روز) تزریق واکسن سه‌گانه ممنوع است و باید از واکسن دوگانه ویژه بزرگسالان استفاده شود.

## عوارض جانبی واکسن سه‌گانه
با تزریق این واکسن قرمزی، سفتی، تورم یا بثورات پوستی همراه با تب که معمولاً زود گذر هستند مشاهده می‌شود. در موارد نادری ناراحتیهای کلیوی به دنبال تزریق این واکسن دیده شده‌است. همچنین ناراحتیهای مغزی قابل توجهی که ناشی از تزریق جزء سیاه سرفه این واکسن سه‌گانه است به ندرت ذکر شده، اگر ناراحتی عصبی یا تشنجی کودک ظرف ۲ روز پس از تزریق مشاهده شود، نشان ایجاد ناراحتی به علت واکسن سیاه سرفه است در این صورت دنباله ایمن‌سازی را با واکسنهای دوگانه ضد دیفتری، کزاز خردسالان یا بزرگسالان بسته به سن شخص ادامه می‌دهند و به این کودک دیگر واکسن سیاه سرفه نباید تزریق شود. بایستی همواره آدرنالین (با دز یک در هزار) در دسترس تزریق کنندگان باشد تا اگر عارضه آنافیلاکسی پیش آمد، بلافاصله به مصرف برسد.

## واکسن دوگانه یا توأم دیفتری و کزاز
واکسن دوگانه یا توأم نیز حاوی واکسن برای دو بیماری دیفتری و کزاز می‌باشد و در سنین بالای ۶ سال و در کودکان حساس به واکسن سه‌گانه از این استفاده می‌شود. ترکیب واکسن دوگانه نیز مثل واکسن سه‌گانه است با این فرق که عامل ضد سیاه سرفه را ندارد.

## موارد استعمال
اگر پس از تزریق واکسن سه‌گانه، درجه حرارت بدن کودک بالاتر از ۴۰ درجه سانتی گراد (زیر بغل)، گریه مداوم بیش از سه ساعت که قابل آرام کردن نباشد ویا تشنج ظرف ۷۲ ساعت رخ دهد در نوبت‌های بعدی به جای واکسن سه‌گانه باید واکسن دوگانه خردسالان تزریق گردد. همچنین برای ایمن‌سازی کودکان بیش از شش سال و نوجوانان و بزرگسالان از واکسن توأم ویژه استفاده می‌نمایند. بعد از۶ سال تمام (۶سال و۱۱ماه و۲۹روز) تزریق واکسن سه‌گانه ممنوع است و باید از واکسن دوگانه ویژه بزرگسالان استفاده شود.
برای ایمن‌سازی کودکان زیر شش سال بر ضد بیماری‌های دیفتری و کزاز از واکسن توأم دیفتری- کزاز ویژه خردسالان استفاده می‌شود. واکسن ویژه نوجوانان و بزرگسالان ترکیبی شبیه واکسن کودکان دارد، تنها مقدار نوکسوئید دیفتری آن به دو واحد فلوکولان تقلیل یافته‌است.

## موارد عدم استعمال
در کودکان تب دار یا مبتلا به بیماری‌های حاد تا رفع تب و بیماری تزریق واکسن را به عقب می‌اندازند. در مورد کودکان مبتلا به آلرژی شدید یا ضایعات و عوارض مغزی و عصبی مایه کوبی با احتیاط و با نظر پزشک کودکان انجام گیرد. به کودکان پس از سن شش سالگی و به نوجوانان اگر مایه کوبی توأم ضرورت یابد باید حتماً واکسن ویژه بزرگسالان تزریق شود. چون در این گروه سنی واکسن خاص کودکان عوارض جنبی نسبتاً شدیدی به علت مقدار بیشتر پادتن ضد دیفتری که در آن وجود دارد ایجاد می‌شود.

## عوارض جانبی
به دنبال تزریق واکسن توأم عوارض موضعی ا ز قبیل قرمزی محل تزریق، حساسیت موضع، و گاهی واکنشهای عمومی مانند تب، سر درد، و گاهی ظهور بثوراتی در سطح بدن مشاهده می‌شود اما این واکنشها به زودی مرتفع می‌گردند. در موارد نادری به دنبال تزریق واکسن توأم ضد دیفتری- کزاز ناراحتی‌های کلیوی و عصبی دیده شده‌است. در چنین حالاتی تزریق‌های بعدی انجام نمی‌گیرند. بایستی همواره آدرنالین یک در هزار در دسترس تزریق کنندگان واکسن باشد تا اگر عارضه آنافلاکسی پیش آمد بلافاصله بمصرف برسد.

## روش استفاده واکسنهای سه‌گانه و دوگانه
واکسنهای سه‌گانه و دوگانه به اندازه ۰/۵ میلی‌لیتر به صورت تزریق عضلانی، تجویز می‌شود. 'واکسنهای سه‌گانه و دوگانه' بزرگسالان و خردسالان را باید حتماً به شکل داخل عضلانی و عمیق تزریق کرد زیرا تزریق این نوع واکسنها در زیر جلد یا داخل جلد می‌تواند موجب تحریک موضعی، تشکیل گرانولوم، نکروز بافتی و بروز آبسه استریل شود. قبل از مصرف شیشه واکسن را خوب تکان دهید تا واکسن کاملاً یکنواخت گردد.

## برنامه کشوری واکسن سه‌گانه کودکان
| نوبت | زمان تزریق   |
| ---- | ------------ |
| اول  | ۱۸ ماهگی     |
| دوم  | ۴ تا ۶ سالگی |

برای حفظ ایمنی پس از آخرین تلقیح واکسن سه‌گانه یا دوگانه، واکسن دوگانه ویژه بزرگسالان باید هر ۱۰ سال یکبار تکرار شود

## روش نگهداری واکسنهای سه‌گانه و دوگانه
واکسنهای سه‌گانه و دوگانه را در ۸–۰ درجه سانتی گراد (طبقه میانی یخچال) و دور از نور نگهداری می‌نمایند این واکسنها نباید یخ بزند زیرا در اثر یخ زدن و بازشدن، تزریق واکسن ایجاد واکنشهای شدید و مزاحم خواهد نمود. این واکسنها معمولاً در جعبه‌های محتوی دو یا سه آمپول ۰/۵ میلی‌لیتری یا در ویال های  ۵ تا ۱۰ میلی‌لیتری عرضه می‌گردد.

## نکات مهم در مورد واکسنهای سه‌گانه و دوگانه
- حداقل فاصله بین نوبت واکسنهای سه‌گانه یک ماه است.
- بعد از۶سال تمام (۶سال و۱۱ماه و۲۹روز) تزریق واکسن سه‌گانه ممنوع است و باید از واکسن دوگانه ویژه بزرگسالان استفاده شود.
- در صورتی‌که سن کودک هنگام تزریق یادآور اول سه‌گانه و فلج اطفال، چهارسال یا بیشتر باشد، یادآور دوم لزومی ندارد.
- توصیه می‌شود هم‌زمان با تزریق واکسن ثلاث یک دز قطره استامینوفن تجویز و به والدین آموزش داده شود تا در صورت تب یا بیقراری هر چهار ساعت آن را تکرار کنند.
- اگر پس از تزریق واکسن سه‌گانه، درجه حرارت بدن کودک بالاتر از ۴۰ درجه سانتی گراد (زیر بغل)، گریه مداوم بیش از سه ساعت که قابل آرام کردن نباشد ویا تشنج ظرف ۷۲ ساعت رخ دهد در نوبت‌های بعدی به جای واکسن سه‌گانه باید واکسن دوگانه خردسالان تزریق گردد.
- تزریق واکسن سه‌گانه در کودکان دارای ضایعات مغزی پیشرونده ممنوع است و باید به آن‌ها واکسن دوگانه خردسال تزریق کرد.
- فاصله بین نوبت سوم و چهارم واکسن سه‌گانه نباید از ۶ ماه کمتر باشد.
- در مورد کسانی که سابقه تشنج دارند و با مصرف دارو تحت کنترل هستند تزریق واکسن DTP بلامانع است.

برای حفظ ایمنی پس از پنج نوبت تلقیح واکسن سه‌گانه یا دوگانه، واکسن دوگانه ویژه بزرگسالان باید هر ۱۰ سال یکبار تکرار شود.
- جهت بالا بردن سطح ایمنی بزرگسالان در مقابل دیفتری توصیه می‌شود در کلیه مواردی که باید در بالغین واکسن کزاز تزریق شود، منجمله در زنان باردار و زنان سنین بارداری (۴۹–۱۵ ساله) واکسن دوگانه ویژه بزرگسالان تلقیح شود.
- واکسنهای سه‌گانه، دوگانه بزرگسالان و خردسالان را باید حتماً به شکل داخل عضلانی و عمیق تزریق کرد (تزریق این نوع واکسنها در زیر جلد یا داخل جلد می‌تواند موجب تحریک موضعی، تشکیل گرانولوم، نکروز بافتی و بروز آبسه استریل شود).[۱]